# Verifikation (bokföring)

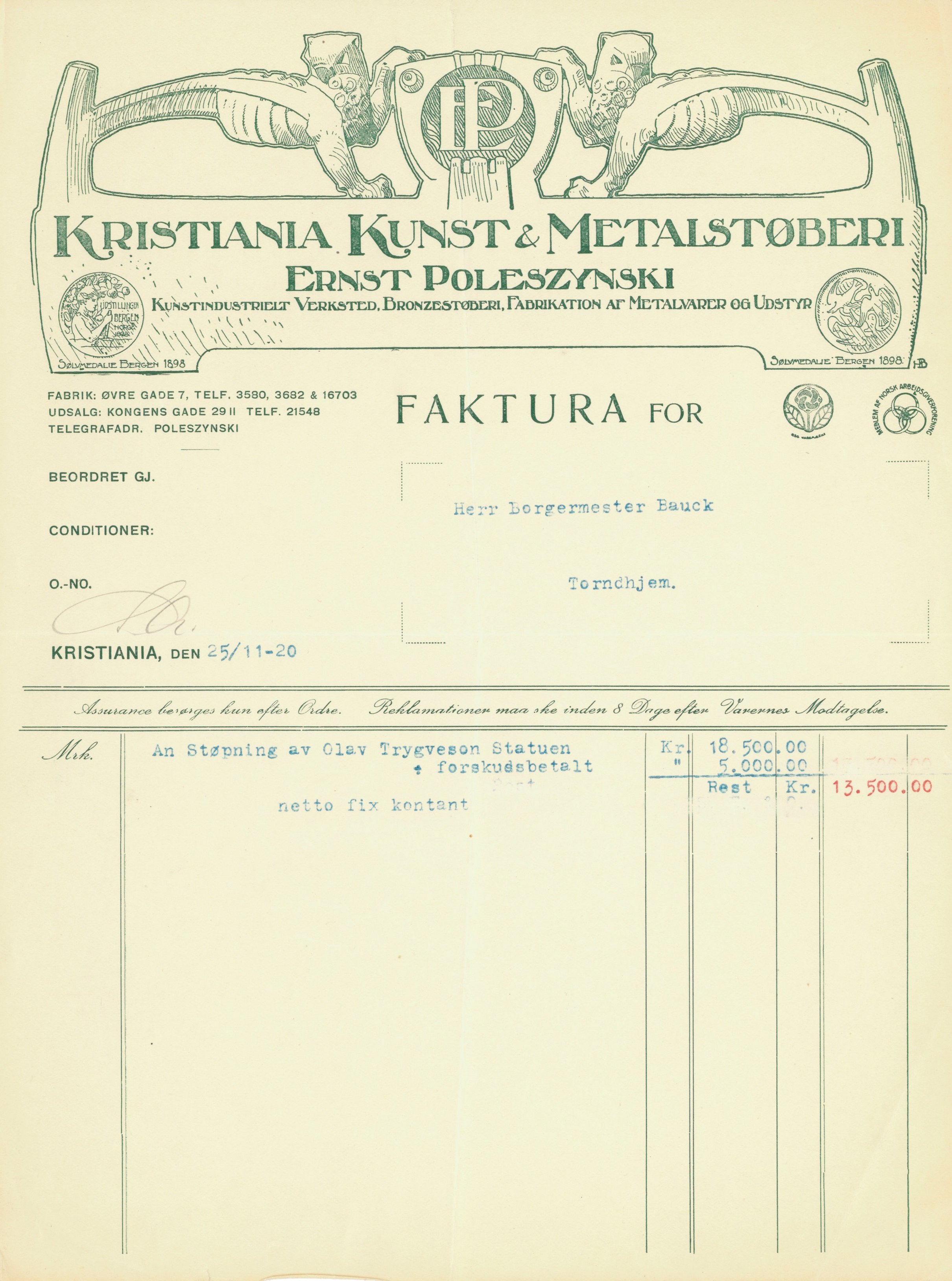
En bokförd faktura, här en norsk sådan utfärdad 1920, är ett exempel på en verifikation.

Verifikation är inom bokföring ett eller flera underlag som används för att styrka en enskild post i bokföringen. Det kan till exempel vara en faktura som kommit in. När verifikationen kommit in till den som bokför så numreras den och minst två konton belastas (vid dubbel bokföring), minst en krediteras och minst en debiteras.

## Krav på verifikation
En verifikation ska dokumentera en affärshändelse eller en vidtagen justering i bokföringen och får inte samtidigt utgöra grundbok eller huvudbok. Det innebär att det inte räcker med att spara fakturor i en pärm för att bokföringsplikten ska ha fullgjorts, oavsett vilka anteckningar som görs på fakturorna.
Om företaget inte tagit emot någon uppgift om affärshändelsen ska företaget självt sammanställa en verifikation, en så kallad bokföringsorder.
En verifikation ska enligt bokföringslagen innefatta uppgift om när den har sammanställts, när affärshändelsen har inträffat, vad denna avser, vilket belopp den gäller och vilken motpart den berör. I förekommande fall ska verifikationen även innefatta upplysning om handlingar eller andra uppgifter som har legat till grund för affärshändelsen samt var dessa finns tillgängliga.
Varje verifikation ska innehålla ett verifikationsnummer eller motsvarande identifieringstecken. För att kunna fastställa sambandet mellan bokföringsposten och verifikationen ska verifikationsnumret eller identifieringstecknet även framgå av den löpande bokföringen.

## Samlingsverifikation
Den svenska bokföringslagen kräver att affärshändelser ska kunna presenteras i både registreringsordning och i systematisk ordning och detta krav omfattar samtliga affärshändelser. Det innebär emellertid inte att varje affärshändelse alltid ska kunna presenteras separat. I vissa fall får flera affärshändelser bokföras och presenteras i en bokföringspost genom så kallad samlingsverifikation eller, med den svenska bokföringsnämndens terminologi, en "gemensam verifikation".
Affärshändelser som ingår i en mottagen faktura eller motsvarande handling och som dokumenteras genom flera verifikationer får bokföras och presenteras i sammandrag i en bokföringspost, om det utan svårighet kan klarläggas vilka affärshändelser som ingår i bokföringsposten. Posten får maximalt omfatta en kalendermånad, men det är tillåtet att vänta med att överföra exempelvis uppgifter ur en journal till räkenskapsårets utgång. Ett företag som senarelagt bokföringen till 50 dagar efter kvartalets utgång bokför sin kassajournal i tre bokföringsposter, en för respektive kalendermånad. Ett företag som senarelagt bokföringen till 60 dagar efter räkenskapsårets utgång bokför kassajournalen i tolv bokföringsposter, i enlighet med bokföringsnämndens allmänna råd.

## Hänvisningsverifikation
Om det behövs med hänsyn till arten av den mottagna verifikationen, får bokföringen enligt den svenska bokföringslagen grundas på en särskilt upprättad hänvisningsverifikation. Det kan vara fråga om dokument med självständigt värde såsom kontrakt, avtal, skuldebrev och liknande. Det kan också vara fråga om verifikationer med uppgifter som av något skäl är känsliga för personer eller företag, t.ex. uppgifter som rör hälsovård eller affärshemligheter.
Enligt Bokföringsnämnden ska det när en hänvisningsverifikation används framgå av hänvisningsverifikationen eller företagets systemdokumentation var den ursprungliga uppgiften om affärshändelsen förvaras.
Hänvisningsverifikationer kan också användas vid återkommande affärshändelser som helt eller delvis verifieras av samma ursprungliga uppgifter om affärshändelsen, t.ex. en avi om hyresbetalning på vilken hänvisning görs till ett hyreskontrakt.